# Alberto Petrucciani
Alberto Petrucciani (Roma, 22 gennaio 1956 – Roma, 10 settembre 2023) è stato un bibliotecario italiano, docente di biblioteconomia nelle Università di Bari, Pisa e Roma.

## Formazione
Conseguita la maturità al Liceo classico “G. Mameli” di Roma, si iscrive alla Facoltà di Lettere dell’Università di Roma La Sapienza, dove si laurea nel 1979 con una tesi di storia della critica letteraria. Nel 1981 si diploma alla Scuola speciale per archivisti e bibliotecari della stessa Università, dove ha come maestri Alfredo Serrai e Diego Maltese, coi quali discute una tesi sulla funzione e la struttura del catalogo per autore che sarà pubblicata nel 1984.

## Attività professionale e accademica
Dal 1982 al 1984 lavora alla Biblioteca Giuridica "P. E. Bensa" dell'Università di Genova come aiuto bibliotecario. Nel 1985, a seguito del corso-concorso presso la Scuola superiore della pubblica amministrazione, entra nella carriera direttiva nelle biblioteche pubbliche statali del Ministero per i beni culturali e ambientali ed è nominato bibliotecario presso la Biblioteca universitaria di Genova.
Nel 1986 inizia la carriera accademica come professore ordinario di Bibliografia e biblioteconomia presso la Facoltà di Magistero dell’Università degli studi di Bari. Nel 1993 è chiamato all’Università di Pisa, nella quale insegna per sedici anni ricoprendo la cattedra di Biblioteconomia presso la Facoltà di Lettere e filosofia, Corso di laurea in Conservazione dei beni culturali. Infine, dal 2009 fino al 2023, anno della sua scomparsa, è alla Sapienza Università di Roma come titolare delle cattedre di Storia delle biblioteche e Teoria e tecniche della catalogazione e della classificazione, incarico che affianca all’insegnamento nella Scuola di specializzazione in Beni archivistici e librari. Con una quasi quarantennale carriera accademica alle spalle, è stato il decano dei professori universitari del settore disciplinare di Archivistica, Bibliografia e Biblioteconomia 

## Altre attività scientifiche e culturali
Ha ricoperto molteplici incarichi istituzionali e scientifici. Come membro dello Standing Committee della Section on Education and Training dell'International Federation of Library Associations and Institutions (IFLA) per due mandati (1985-1989), ha collaborato alla redazione di diverse direttive internazionali e di rapporti alla Commissione delle Comunità europee. 
Nel 1991 è fra i tre esperti italiani chiamati dal Ministero allo “Studio per la riorganizzazione dei servizi bibliografici italiani” e nel 1993 a costituire il gruppo di valutazione del “Progetto EDIFICARE”. Fa parte della Commissione per la valutazione delle biblioteche pubbliche statali del MiBACT (2009) e del Gruppo di lavoro sull’evoluzione e sviluppo del Servizio bibliotecario nazionale presso l’ICCU (2015) ed è anche presidente del Comitato tecnico scientifico per le biblioteche e gli istituti culturali nel triennio 2016-2018 (rieletto nel 2019) e membro del Consiglio superiore per i beni culturali e paesaggistici del Ministero. 
Componente dal 1997 e relatore dal 2005 della Commissione per la revisione delle Regole italiane di catalogazione (RICA), successivamente è relatore anche delle nuove Regole REICAT (2009) e coordinatore della Commissione per il mantenimento, l’aggiornamento e la diffusione delle Regole italiane di catalogazione (2015).
Oltre all’insegnamento in ambito accademico, è docente e formatore di bibliotecari e documentalisti in numerosi corsi di aggiornamento, lezioni e seminari organizzati da enti locali, università, istituti di ricerca.

## Associazioni professionali
Intensa e costante l’attività nell’Associazione italiana biblioteche (di cui è socio dal 1982), dove ricopre diversi incarichi: vicepresidente nazionale (1991-1993 e 1997-2003), presidente del Collegio dei probiviri (2014-2020), membro di commissioni nazionali (Catalogazione e classificazione; Formazione; Albo professionale dei bibliotecari), direttore del trimestrale «Bollettino AIB: rivista italiana di biblioteconomia e scienze dell’informazione» (1992-2000), responsabile del settore Editoria AIB, direttore della collana “Bibliotecari: professione storia cultura” e collaboratore del sito AIB-WEB (dal 1996) .
È presidente della SISBB Società italiana di scienze bibliografiche e biblioteconomiche dal 2014 al 2017 , e socio della Bibliographical Society di Londra, della Società italiana di studi sul secolo XVIII (SISSD), della Società ligure di storia patria e dell’Associazione dei docenti universitari di scienze bibliologiche.

## Campi di ricerca
Oggetto dei suoi studi e pubblicazioni sono la biblioteconomia, la bibliografia e le discipline del libro intese nel senso più ampio: dall’indicizzazione per soggetto alla catalogazione per autore, dalla storia delle biblioteche a quella della professione bibliotecaria, senza contare altri scritti dedicati alla cultura e al collezionismo librario soprattutto in ambito ligure.
Il campo della soggettazione è fra i primi interessi, a partire dagli anni Ottanta e Novanta: due lavori sull’argomento (I fondamenti semantici della catalogazione per soggetto  e Un’esperienza di indicizzazione per soggetto)  danno avvio a una riflessione che resterà viva nel tempo con ulteriori interventi e contributi. Parallelamente a questo, un altro campo di studi privilegiato è la catalogazione, in particolare la teoria del catalogo come sistema complesso che esige requisiti di uniformità e coerenza: va in questo senso il Manuale di catalogazione, redatto insieme a Simona Turbanti, che pubblica nel 2006 (rivisto e ampliato nel 2021) . 
Nell’ambito della bibliografia, pone un’attenzione particolare agli strumenti repertoriali di settore e alla documentazione degli studi di letteratura professionale: nel 1996 è fra i curatori della Guida alle fonti di informazione della biblioteconomia  (poi pubblicato online)  e nel 2005 di BIB: bibliografia italiana delle biblioteche, del libro e dell’informazione.
Altra tematica di studio è la storia della professione bibliotecaria, cui si dedica per oltre vent’anni a partire dai primi anni Duemila: su AIB-WEB, come collaboratore (e autore di ca. 500 voci) del Dizionario bio-bibliografico dei bibliotecari italiani del XX secolo (DBBI20), e poi come creatore della pagina Materiali per la storia dei bibliotecari italiani, costantemente aggiornata e arricchita. Sul versante della storia delle biblioteche, soprattutto dal punto di vista del loro uso da parte dei lettori/utenti, nel 2018 dà vita a un ricco sito web dal titolo L&L Lives and Libraries. Lettori e biblioteche nell’Italia contemporanea , che raccoglie centinaia di testimonianze di lettura in biblioteca tratte da fonti memorialistiche e diaristiche, corredate da numerosissime immagini. Negli anni dal 2016 al 2018 tiene un blog di argomento bibliotecario, «Recto & verso». 
Negli anni interviene sulle principali riviste di settore, in particolare sulla stampa dell’AIB. Direttore di «Nuovi annali della Scuola speciale per archivisti e bibliotecari» (2013-2023) , è membro del comitato scientifico di «AIB Studi», «Atti della Società ligure di storia patria», «Biblioteche oggi Trends», «Bibliothecae.it», «DigItalia», «JLIS», «Paratesto», del sito «WebDewey» e collaboratore del Dizionario biografico degli Italiani.
La sua bibliografia consta di 984 scritti, pubblicati in un arco cronologico di 46 anni (1977-2023).

## Riconoscimenti
Nel 2021 l’Associazione italiana biblioteche ha conferito ad Alberto Petrucciani il titolo di Socio d’onore, riservato a coloro che si siano distinti «per l'opera eccezionale prestata in favore delle biblioteche» (art. 4 dello Statuto) .
Nello stesso anno colleghi e studiosi amici gli hanno dedicato il volume L'arte della ricerca: fonti libri biblioteche. Studi offerti ad Alberto Petrucciani per i suoi 65 anni, edito dall’Associazione italiana biblioteche .
Nel 2024 l’Associazione italiana biblioteche, in collaborazione con la Biblioteca nazionale centrale di Roma, ha promosso il convegno Leggere le biblioteche: giornata di studi per Alberto Petrucciani (Roma, 19 settembre 2024); nella stessa occasione, è stata intitolata al suo nome la Biblioteca dell’AIB .

## Opere principali
- Alberto Petrucciani e Simonetta Buttò (a cura di), Dizionario dei bibliotecari italiani del Novecento, collaborazione di Andrea Paoli, Roma, Associazione Italiana Biblioteche, 2022.
- Manuale di catalogazione: principi, casi e problemi, Milano, Editrice bibliografica, 2021. (Con Simona Turbanti).
- Cosa è successo in biblioteca? Lettori e biblioteche tra indagine storica e problemi attuali, Seminario internazionale di ricerca, Roma 27-28 settembre 2018, Roma, Associazione italiana biblioteche, 2020. (Cura con Enrico Pio Ardolino, Vittorio Ponzani).
- Autori sgraditi e lettori ebrei: il caso della Biblioteca universitaria di Napoli (1939-1943), «Le carte e la storia», n. 2, 2019, p. 97-108. (Con Enrico Pio Ardolino).
- C’è un futuro per l’indicizzazione? In: Viaggi a bordo di una parola: scritti sull’indicizzazione semantica in onore di Alberto Cheti, Roma, Associazione italiana biblioteche, 2019, p. 163-173. (Cura del volume con Anna Lucarelli, Elisabetta Viti; presentazione Rosa Maiello).
- XX Workshop Prima sessione Alberto Petrucciani Sapienza Università di Roma, su YouTube, Teca del mediterraneo, 6 giugno 2019. URL consultato il 13 marzo 2025.
- Le biblioteche italiane dalla ricostruzione postbellica al Servizio nazionale di lettura. In: Buch und Bibliothek im Wirtschaftswunder: Entwicklungslinien, Kontinuitäten und Brüche in Deutschland und Italien während der Nachkriegszeit (1949-1965), herausgegeben von Sven Kuttner und Klaus Kempf, Wiesbaden, Harrassowitz, 2018, p. 117-139.
- Il catalogo e la biblioteca digitale: un sodalizio indispensabile per la ricerca, in DigItalia, n. 12, 2017,  pp. 54-62. URL consultato il 28 marzo 2025.
- RDA: un’analisi critica alla luce della teoria e della pratica della catalogazione, in JLIS.it, n. 2, 2016,  pp. 109-162. URL consultato il 28 marzo 2025.,
- Convergenza o divaricazione? La crisi dei paradigmi di organizzazione dell’informazione. In: Noetica versus informatica: le nuove strutture della comunicazione scientifica: atti del Convegno internazionale, Roma, Tempio di Adriano, 19-20 novembre 2013, a cura di Fiammetta Sabba, Firenze, Olschki, 2015, p. 13-38.
- 1° Seminario nazionale di biblioteconomia: didattica e ricerca nell’università italiana e confronti internazionali, Roma, 30-31 maggio 2013, Milano, Ledizioni, 2013. (Cura con Giovanni Solimine; materiali e contributi Gianfranco Crupi).
- Libri e libertà: biblioteche e bibliotecari nell’Italia contemporanea, Manziana, Vecchiarelli, 2012.
- Nuove tendenze internazionali della catalogazione e tradizione catalografica italiana. In: Il mondo in biblioteca, la biblioteca nel mondo: verso una dimensione internazionale del servizio e della professione, a cura di Massimo Belotti, Milano, Editrice bibliografica, 2010, p. 174-181.
- Oltre il mito del mondo fatto libro, su treccani.magazine.it, 29 maggio 2009. URL consultato il 14 marzo 2025.
- Regole italiane di catalogazione: REICAT, a cura della Commissione permanente per la revisione delle regole italiane di catalogazione, Roma, ICCU, 2009. (Cura della redazione del testo).
- Una nuova storia delle biblioteche? In: Pensare le biblioteche: studi e interventi offerti a Paolo Traniello, Roma, Sinnos, 2008, p. 35-43. (Cura del volume con Angela Nuovo, Graziano Ruffini).
- Le biblioteche italiane durante la guerra: i servizi al pubblico. In: Le biblioteche e gli archivi durante la seconda guerra mondiale: il caso italiano, a cura di Andrea Capaccioni, Andrea Paoli, Ruggero Ranieri, con la collaborazione di Lorella Tosone, Bologna, Pendragon, 2007, p. 99-141.
- Manuale pratico di catalogazione: casi e problemi, Milano, Editrice bibliografica, 2006. (Con Simona Turbanti).
- The other half of cataloguing: new models and perspectives for the control of authors and works, «Cataloging & classification quarterly», n. 3/4, 2004, p. 135-141.
- All’interno e all’esterno delle biblioteche: problemi storiografici. In: La storia delle biblioteche: temi, esperienze di ricerca, problemi storiografici: convegno nazionale, L’Aquila, 16-17 settembre 2002, Roma, Associazione italiana biblioteche, 2003, p. 217-230. (Cura del volume con Paolo Traniello; premessa Walter Capezzali).
- Storie di ordinaria dittatura: i bibliotecari italiani e il fascismo (1922-1942), in Bollettino AIB, n. 4, AIB, 2003,  pp. 417-442. URL consultato il 28 marzo 2025.
- Nascita e affermazione della professione bibliotecaria in Italia (1861-1969). In: La professione bibliotecaria in Italia e altri studi, Roma, Biblioteca nazionale centrale di Roma, 2002, p. 5-34.
- The Italian Digital Library project (Biblioteca telematica italiana). In: The digital library: challenges and solutions for the new millennium: proceedings of an international conference held in Bologna, Italy, June 1999, edited by Pauline Connolly and Denis Reidy, Boston Spa, IFLA Offices for UAP and International Lending, 2000, p. 87-93. (Con Mirko Tavoni).
- Indagine sulle biblioteche comunali della provincia di Grosseto e progetto di sistema bibliotecario provinciale, Grosseto, Provincia di Grosseto, 1998. (Cura con Marta Rinaldi, Renato Tamburrini).
- Storie di ordinaria tipografia: la Stamperia Lerziana di Genova (1745-1752) e Bernardo Tarigo. In: Libri, tipografi, biblioteche: ricerche storiche dedicate a Luigi Balsamo, a cura dell’Istituto di biblioteconomia e paleografia dell’Università degli studi di Parma, Firenze, Olschki, 1997, vol. 1, p. 293-333.
- La cultura, l’identità e il servizio: le riviste per una professione allo stato nascente. In: La professione rivista: i periodici italiani e stranieri di biblioteconomia, a cura di Elisabetta Pilia, Milano, Editrice bibliografica, 1991, p. 77-93.
- Un’esperienza di indicizzazione per soggetto: materiali per la versione italiana del PRECIS, Roma, Associazione italiana biblioteche, 1990. (Con Diego Maltese).
- Gli incunaboli della Biblioteca Durazzo, Genova, Società ligure di storia patria, 1988.
- Funzione e struttura del catalogo per autore, Firenze, Giunta regionale toscana; Scandicci, La nuova Italia, 1984.
- I fondamenti semantici della catalogazione per soggetto, in «Accademie e biblioteche d'Italia», n. 3, 1982,  pp. 219-234.